# جيمس بالانتين
جيمس بالانتين هو سياسي أمريكي، ولد في 27 يناير 1855، وتوفي في 4 مايو 1896. نشط حزبياً في الحزب الجمهوري. وقد انتخب عضو جمعية ولاية نيويورك ‏ وانتخب عضو مجلس ولاية نيويورك ‏.